# Église Saint-Pierre-le-Rond de Sens
L'église Saint-Pierre-le-Rond est une église catholique située à Sens, dans le département de l'Yonne en France.

## Localisation
L'église se trouve rue Émile-Peynot, au cœur de Sens.

## Histoire

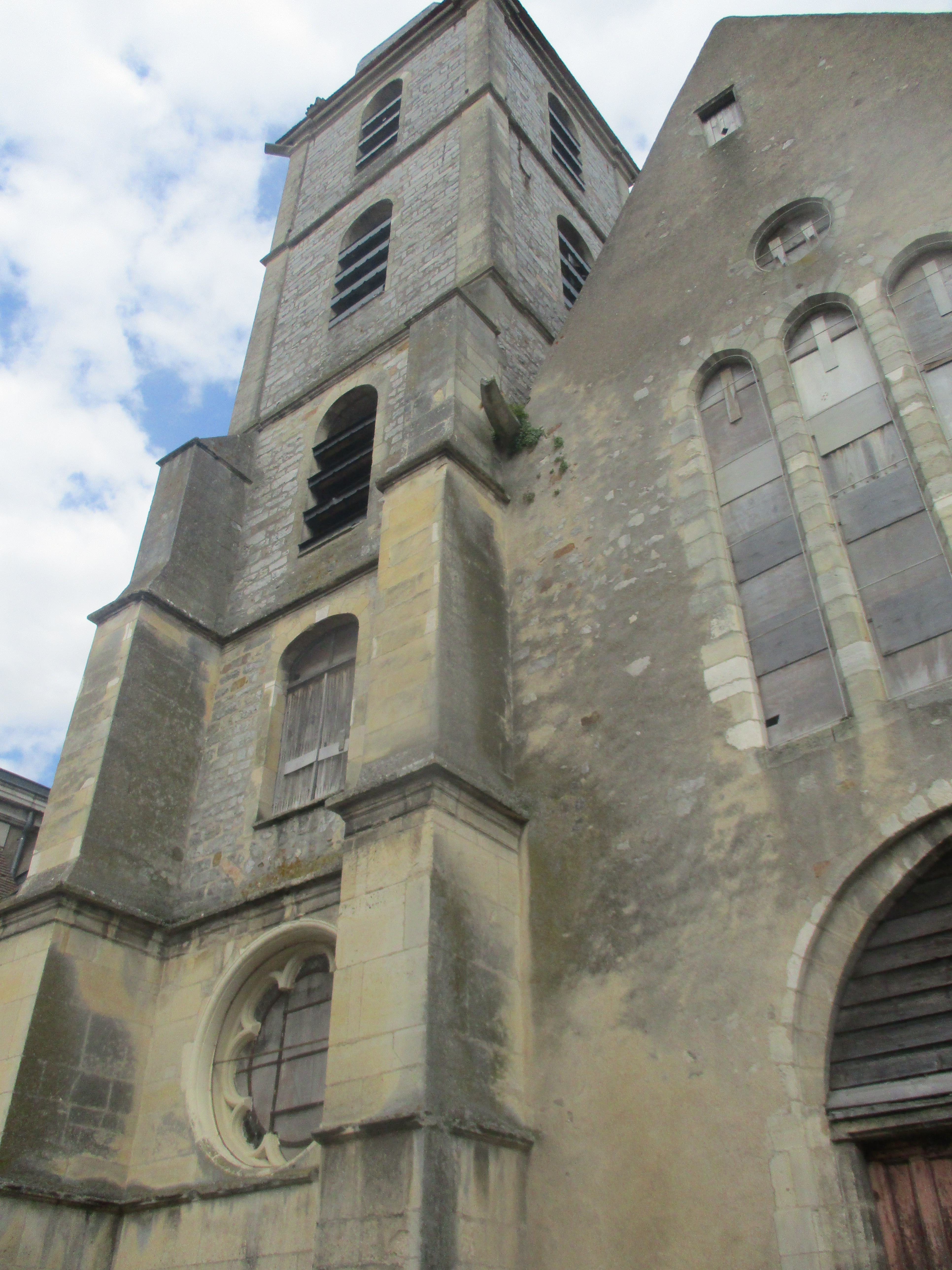
Vue du clocher.

L'église est fondée au XIIIe siècle. Le « Rond » du nom vient de la forme de son clocher dont la description est ajoutée au nom de l'église pour distinguer celle-ci de l'église Saint-Pierre-le-Donjon, maintenant disparue.
Le clocher a été élevé en 1728. En 1791 Rochette, l'une des cloches, a été donnée à l'église Sainte-Florence de Paron. À la Révolution, M. Rupier, son curé, doit se déguiser en charretier pour échapper aux abus de ce temps. L'église, quant à elle, est sauvée par deux citoyens, Macé et Thomas, qui l'achètent « pour la transformer en grenier à fourrage ». En fait de fourrage, ils prennent soin de l'église et de son mobilier, et la revendent à prix coûtant à son curé quand ce dernier peut revenir. L'abbé Rupier fait don de l'église à la fabrique de la cathédrale en 1797.

## Architecture et art
Sa grande nef date du XIVe siècle, le bas-côté nord du début de la Renaissance vers la fin du XVe siècle. Les boiseries et le retable remontent au XVIe siècle ainsi que le boisement de la nef voûtée (voûte en bois très endommagée par une tornade en 1971) et la tour. Une sacristie a été ajoutée au bas-côté. L'édifice est classé au titre des monuments historiques depuis 1965, ainsi qu'un certain nombre de pièces de mobilier : une mise au Tombeau, les grilles en fer forgé marquées A M, les vitraux Renaissance du bas-côté, deux statues en bois de saint Romain (évêque d'Auxerre au VIe siècle) et de saint Bernard, un bas-relief en pierre de saint Hubert, et une statuette en pierre de sainte Anne. En plus de ces objets classés, l'église possède une Pietà, un saint Sébastien, une Résurrection, en pierre ; une statue de moine en bois ; une peinture sur bois des quatre Évangélistes, et deux tableaux : une Vierge à la colombe, et un saint Pierre délivré par l'ange. On y voit également soixante-deux stalles sculptées de la Renaissance.
Jean Cousin l'Ancien a été cité pour une partie des vitraux originaux de l'église. Ceux-ci sont assez remarquables pour que Paul Deschamps, directeur du musée des monuments français en 1927, profite de la dépose de panneaux de vitraux pendant la Seconde Guerre mondiale pour en faire faire des copies par de grands maîtres verriers (en même temps que d'autres vitraux des cathédrales de Bourges, de Poitiers, du Mans, de Chartres, de Rouen et de Sens, de l'ancienne église des Cordeliers à Châteauroux, de la Sainte-Chapelle à Paris, et de l'église de la Sainte Trinité à Vendôme).

## Projet de restauration
Victime de vols et de dégradations, l'église n'est plus affectée au culte et fermée au public depuis 1964. L'entretien est toutefois assuré par les Monuments historiques, les Bâtiments de France, la Ville de Sens et le Conseil général de l'Yonne. Depuis les années 2000, son clocher a été loué à un opérateur de téléphonie mobile, mais le sort de l'église a ému les habitants du quartier et de la commune qui se sont regroupés en association (« Sauvons notre patrimoine, l'église Saint-Pierre-le-Rond ») en 2014 pour sauver et restaurer ce patrimoine fortement dégradé. Un projet est lancé pour la renaissance de l'église. La Mairie de Sens a confié en 2015 une mission d'expertise à un inspecteur général des monuments historiques avec le concours d'un charpentier. Mais l'intérieur est dans un grand état de délabrement et rien n'est encore fait en 2018.

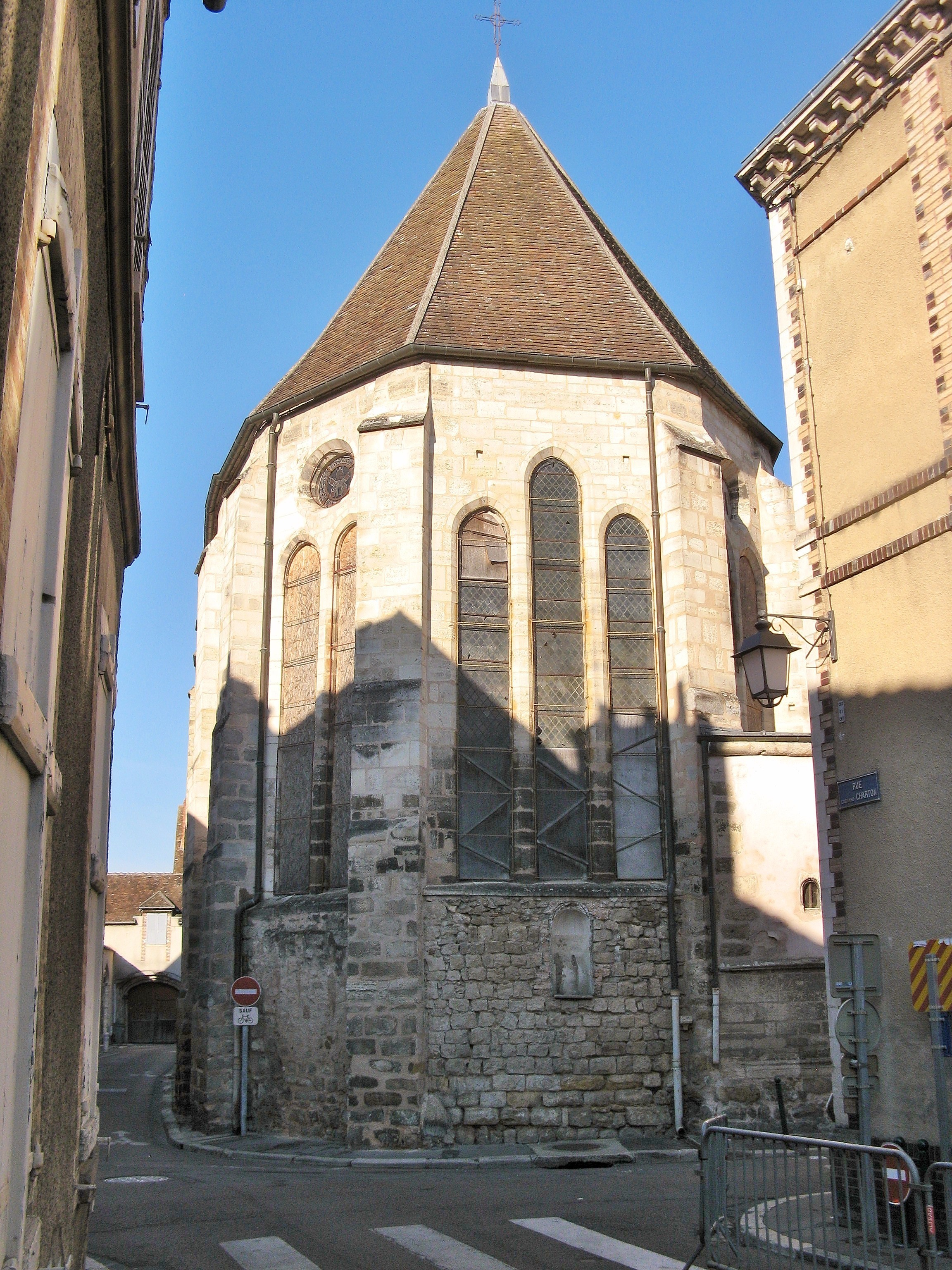
Chevet.
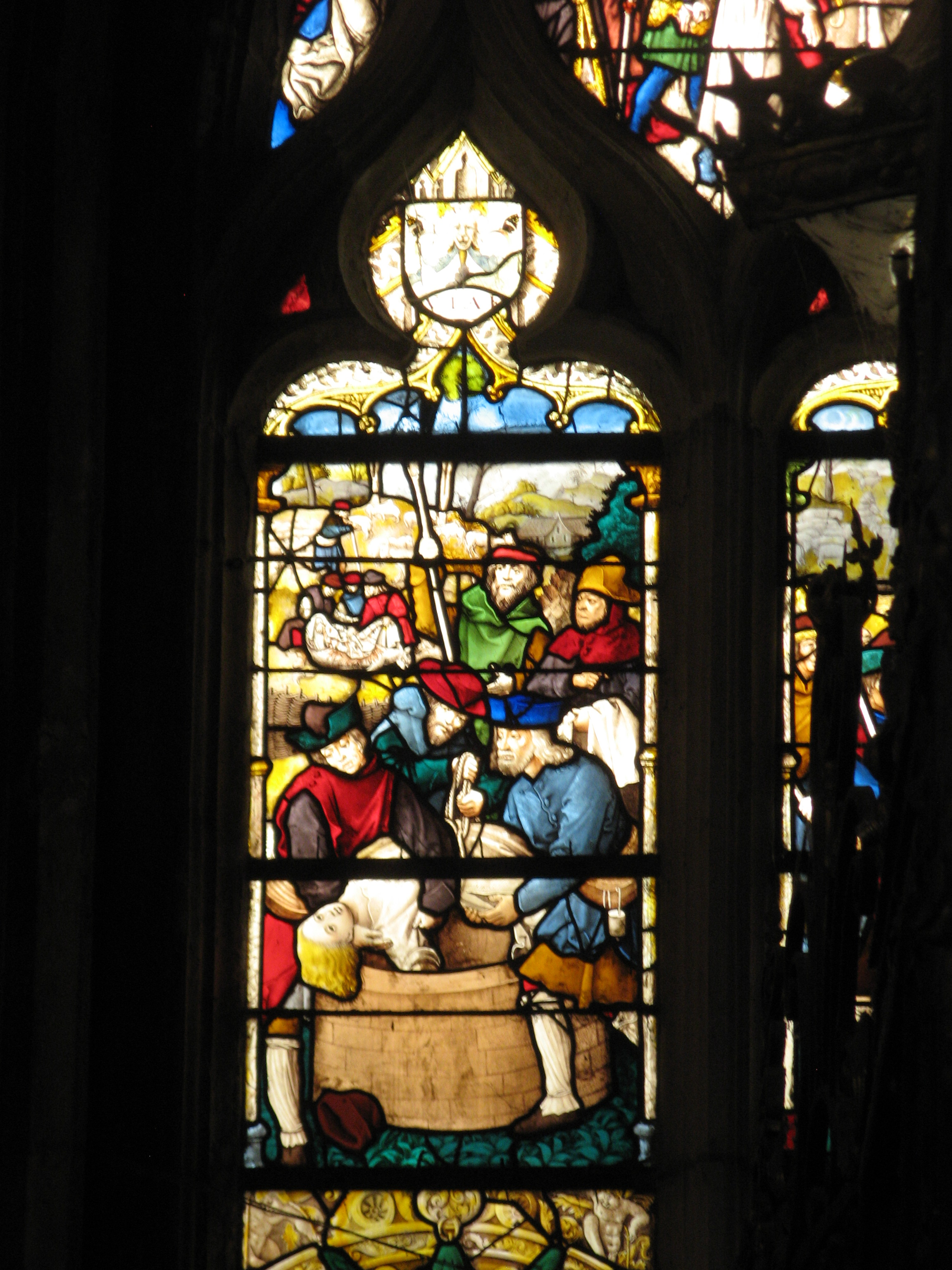
Détail d'un vitrail Renaissance.
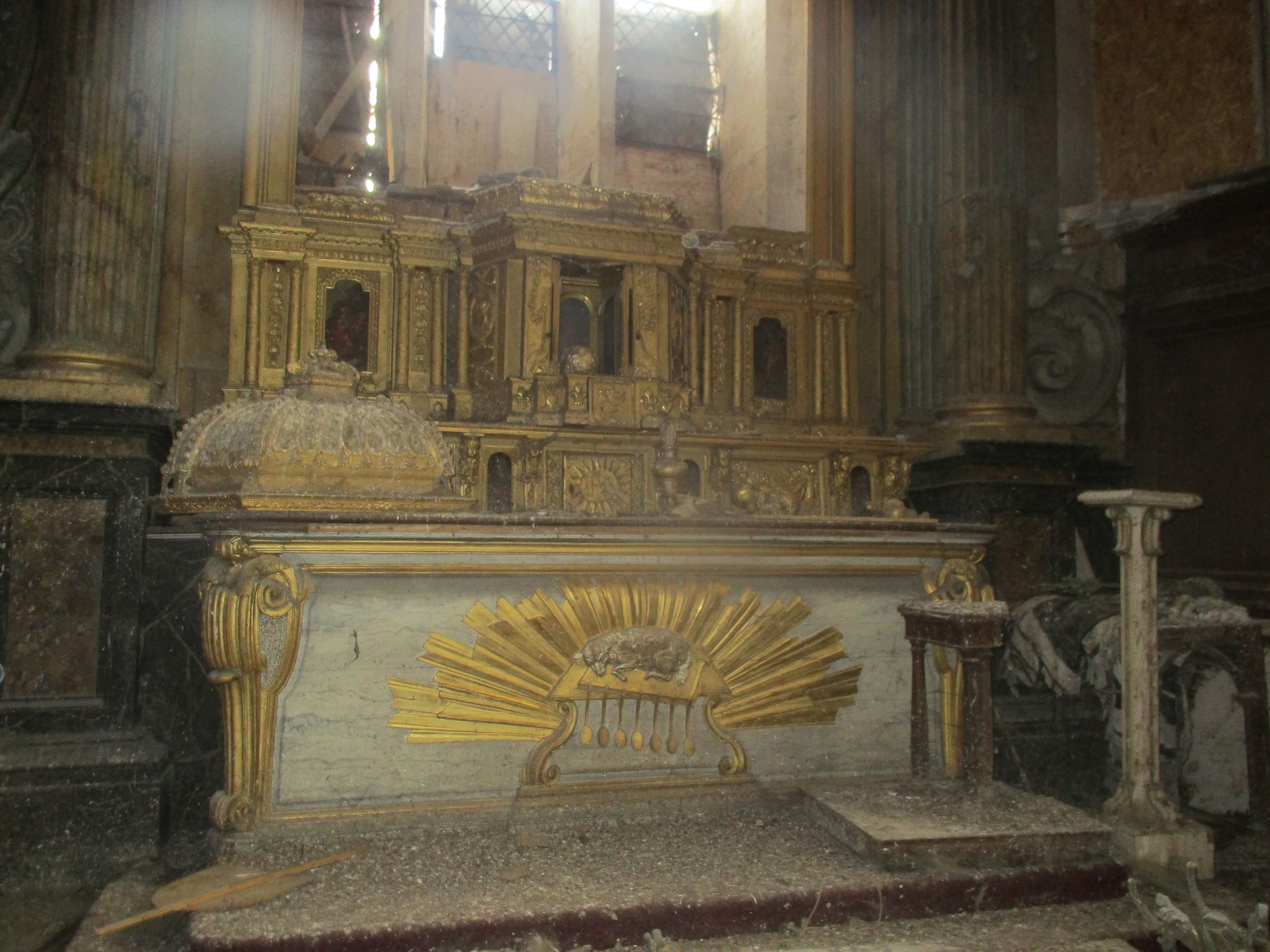
Maître-autel XVIIIe siècle délabré.
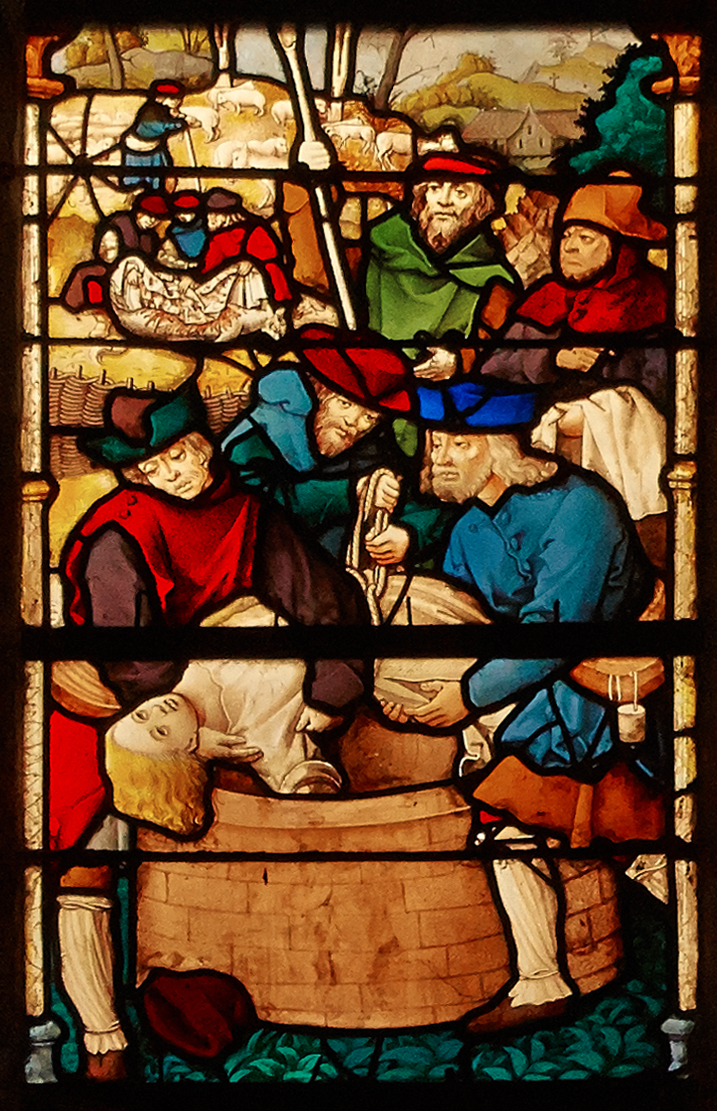
Verrière N°4 (détail) : Joseph resté dans la citerne.
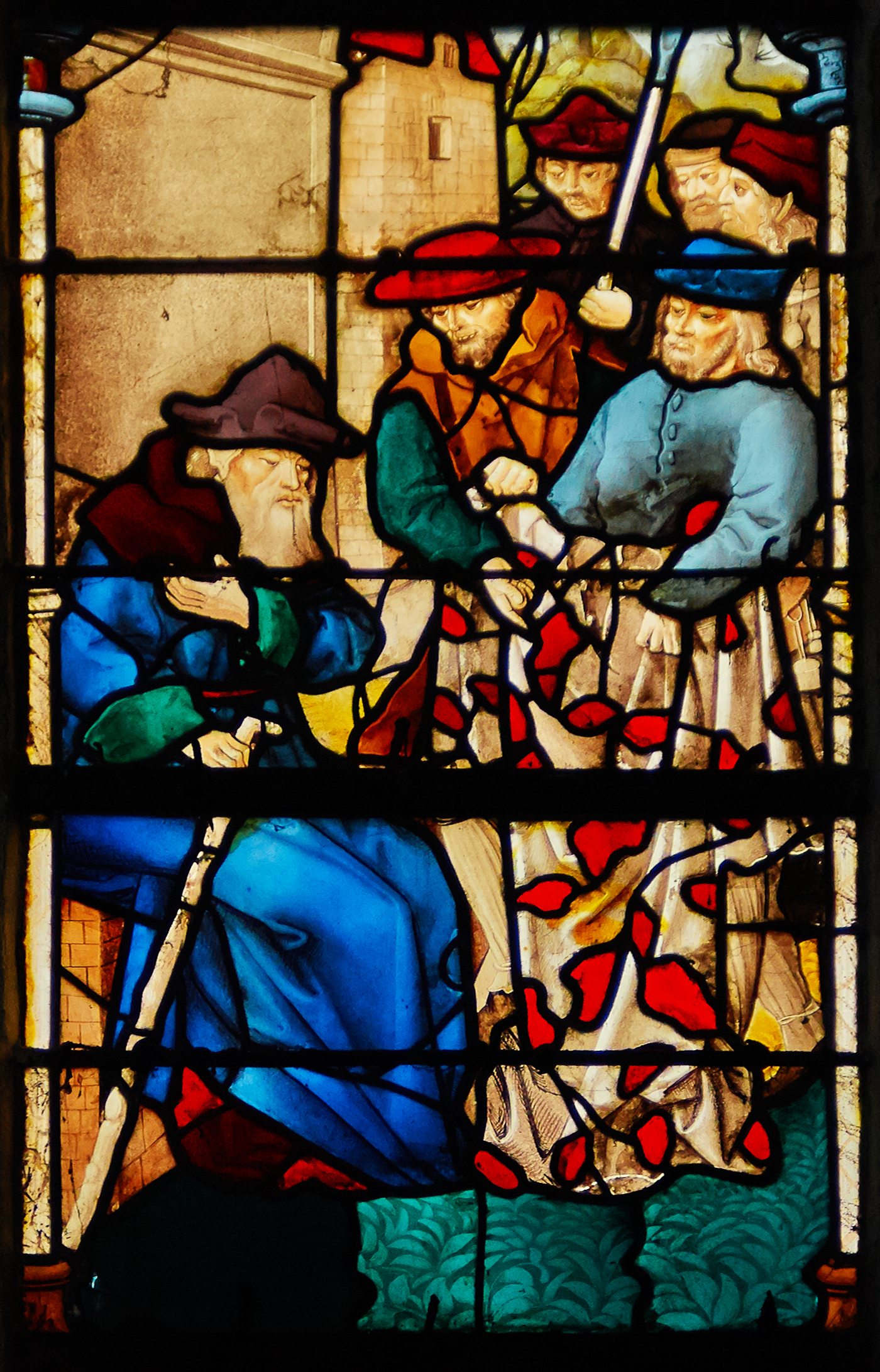
Verrière N°4 (détail) : Jacob et la tunique ensanglantée.